# Сульфид бора
Сульфид бора — неорганическое соединение бора и серы с формулой B2S3, бесцветные кристаллы.

## Получение
- Непосредственно из элементов:

{\displaystyle {\mathsf {2B+3S\ \xrightarrow {>600^{o}C} \ B_{2}S_{3}}}}
- Взаимодействием бора и сероводорода:

{\displaystyle {\mathsf {2B+3H_{2}S\ {\xrightarrow {>800^{o}C}}\ 2B_{2}S_{3}+3H_{2}}}}
- или с сероуглеродом:

{\displaystyle {\mathsf {4B+3CS_{2}\ {\xrightarrow {930^{o}C}}\ 2B_{2}S_{3}+3C}}}

## Физические свойства
Сульфид бора образует бесцветные кристаллы, растворим в жидком аммиаке, возгоняется в токе сероводорода.

## Химические свойства
- Реагирует с водой:

{\displaystyle {\mathsf {B_{2}S_{3}+6H_{2}O\ {\xrightarrow {\ }}\ 2B(OH)_{3}+3H_{2}S\uparrow }}}
- С кислотами проявляет восстановительные свойства:

{\displaystyle {\mathsf {B_{2}S_{3}+9H_{2}SO_{4}\ {\xrightarrow {\ }}\ 2B(OH)_{3}+12SO_{2}+6H_{2}O}}}
{\displaystyle {\mathsf {B_{2}S_{3}+24HNO_{3}\ {\xrightarrow {100^{o}C}}\ 2B(OH)_{3}+3H_{2}SO_{4}+24NO_{2}+6H_{2}O}}}

## Применение
- В органическом синтезе.